# Araxe
Pour les articles homonymes, voir Aras.
L'Araxe (Aras, Araks, Yeraskh, Arax, Araxes, ou Araz ; en arménien : Արաքս mais aussi Երասխ / Eraskh ; en persan : ارس ; en azéri : Araz) est une rivière prenant sa source sur le haut-plateau arménien, à proximité d'Hınıs, et qui se jette dans la Koura, à 121 km de son embouchure sur la mer Caspienne.

## Géographie
La source de l'Araxe est située non loin d'Erzurum en Turquie. Il reçoit ensuite les eaux de l'Akhourian et coule alors le long de la frontière entre la Turquie et l'Arménie, puis de la frontière entre l'Azerbaïdjan et la Turquie (par l'intermédiaire du Nakhitchevan, république autonome d'Azerbaïdjan) sur quelques kilomètres, puis de la frontière entre l'Azerbaïdjan (Nakhitchevan) et l'Iran, puis de la frontière entre l'Iran et l'Arménie, puis de nouveau la frontière entre l'Azerbaïdjan et l'Iran, entrant finalement en Azerbaïdjan et rejoignant la Koura. Sa longueur totale est d'environ 1 072 km.
La confluence de l'Araxe avec la Koura, se situe à l'est de Sabirabad, la capitale du raion de Sabirabad. Par contre, depuis une inondation en 1897, un défluent rejoint aussi directement la mer Caspienne en traversant la région de Mughan. Et ce défluent de l'Araxe a été canalisé depuis 1909.

## Histoire
L'Araxe devient la frontière entre la Perse et la Russie à la suite du traité de Golestan en 1813, par lequel tous les territoires au nord de cette rivière sont séparés de l'Iran et annexés à la Russie. L'Iran et l'Union soviétique ont plus tard construit un barrage conjointement sur la rivière dans la région de Poldasht.
La forme hellénisée Araxes se retrouve dans le nom de la culture kouro-araxe, un peuple préhistorique qui s'est épanoui dans les vallées de la Koura et de l'Araxe. Cependant, c'est souvent la Volga, ou bien l'Amou-Daria, qui est appelée Araxes, particulièrement dans le premier chapitre des Enquêtes d'Hérodote. C'est à proximité de cette rivière que les Massagètes vainquirent Cyrus II.
Dans d'autres sources, l'Araxe fut associé avec la rivière non identifiée nommée Guihôn, un des quatre bras du fleuve venant d'Éden.
Dans l'Antiquité, l'Araxe est surtout connu pour son impétuosité, ce qui a fait dire à Virgile :

« Pontem indignatus Araxes »

— Én., VIII, 728.

## Galerie

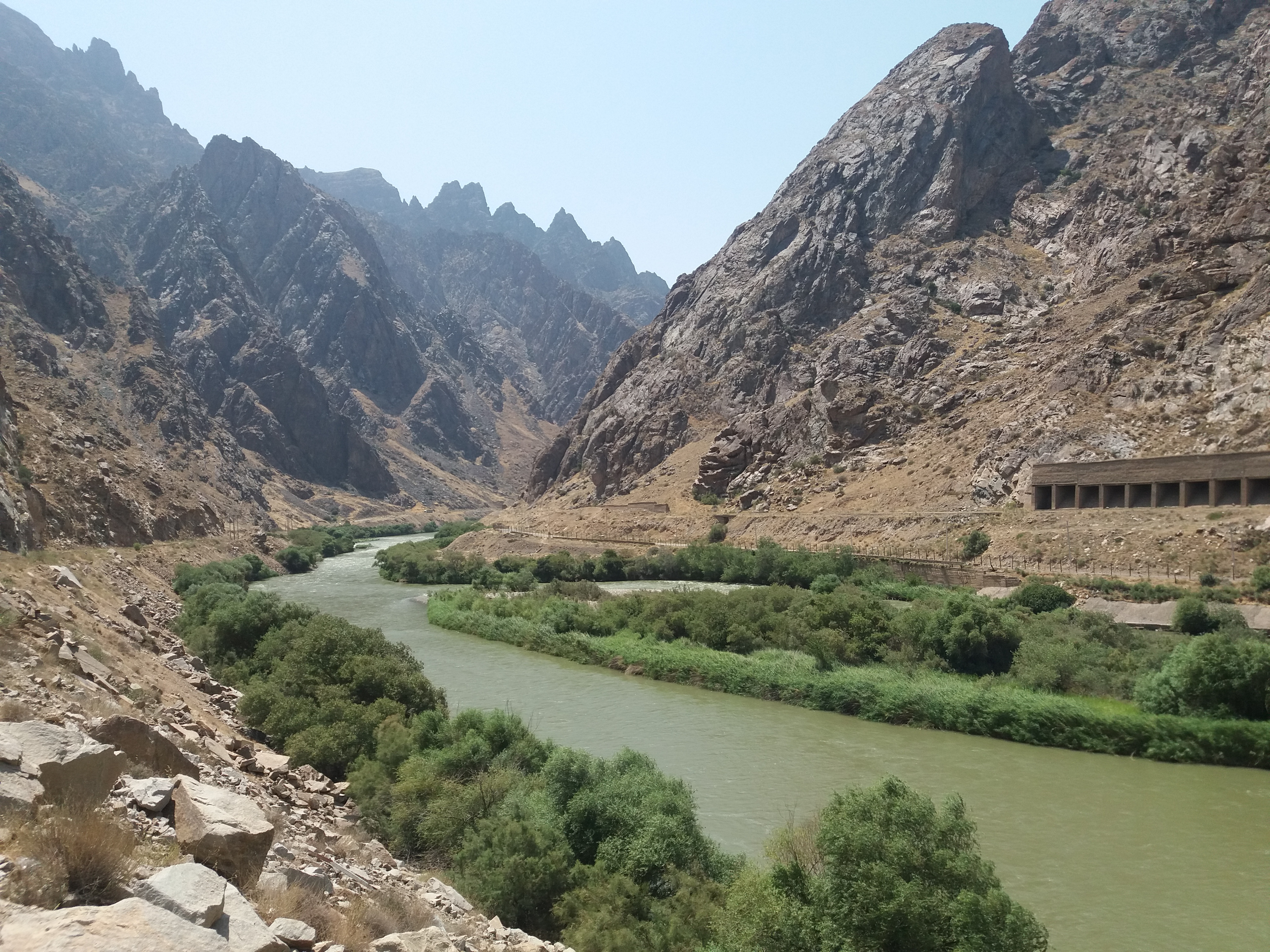
L'Araxe au poste frontière de Nurduz
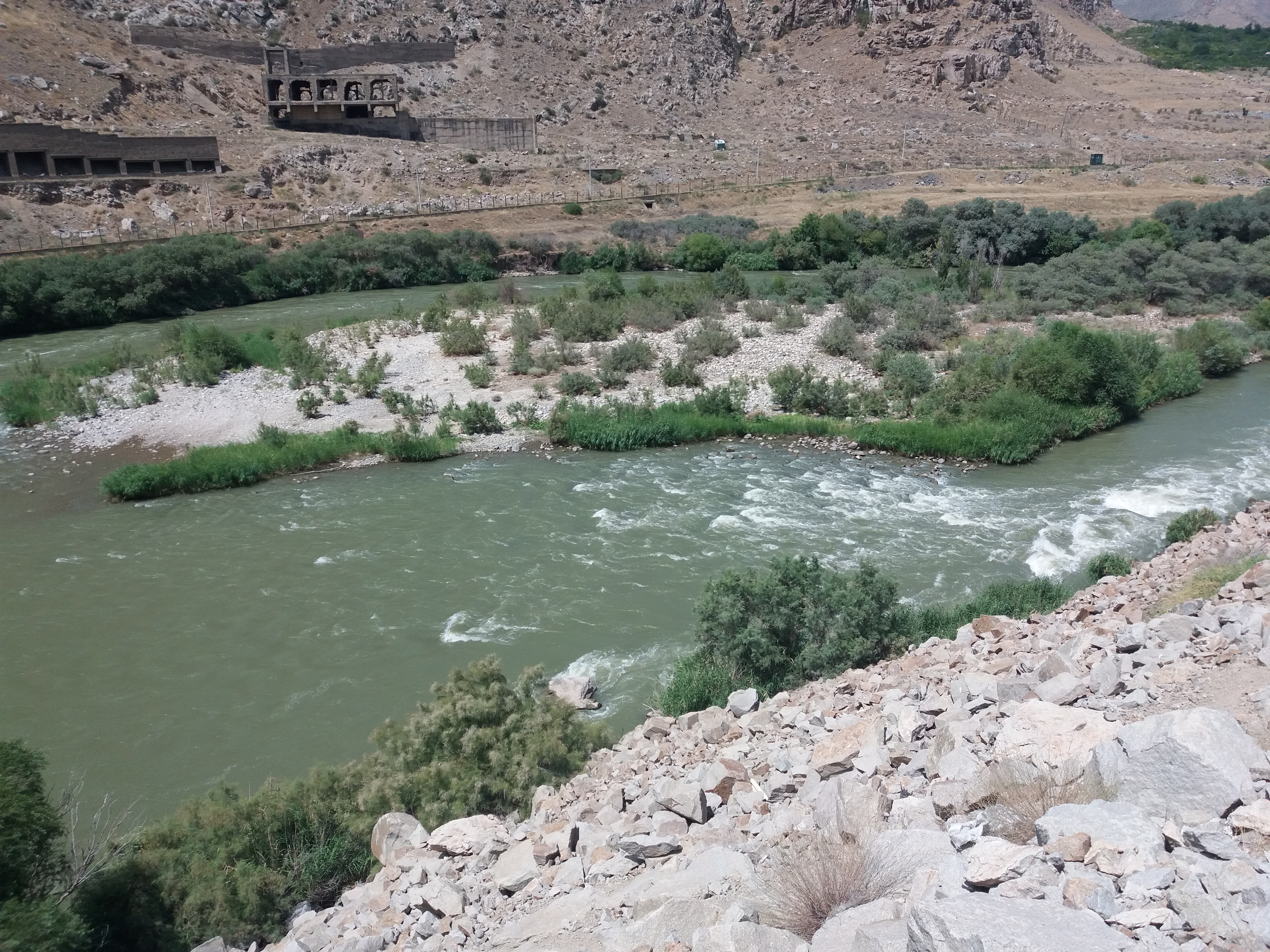
L'Araxe au poste frontière de Nurduz
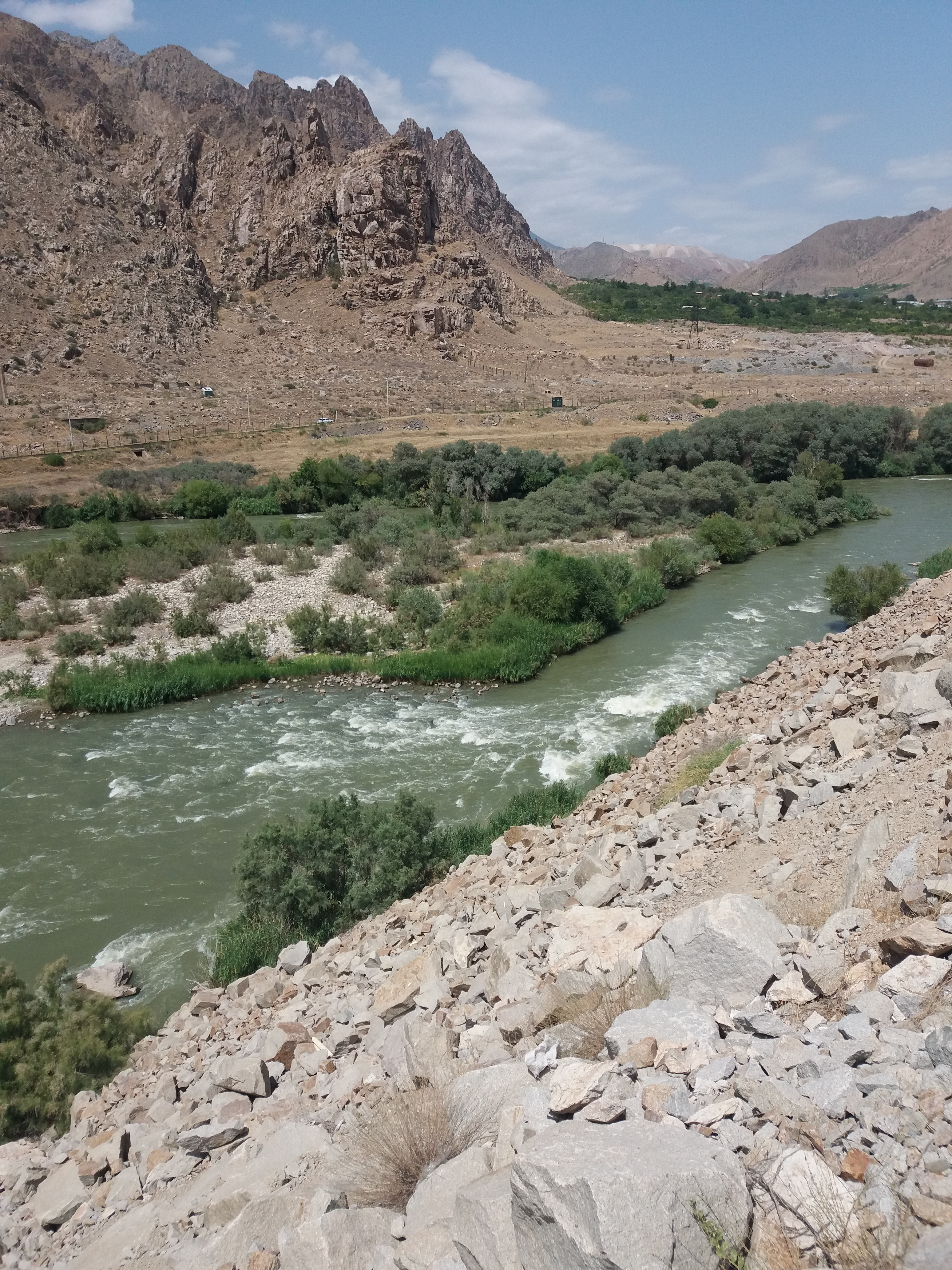
L'Araxe au poste frontière de Nurduz
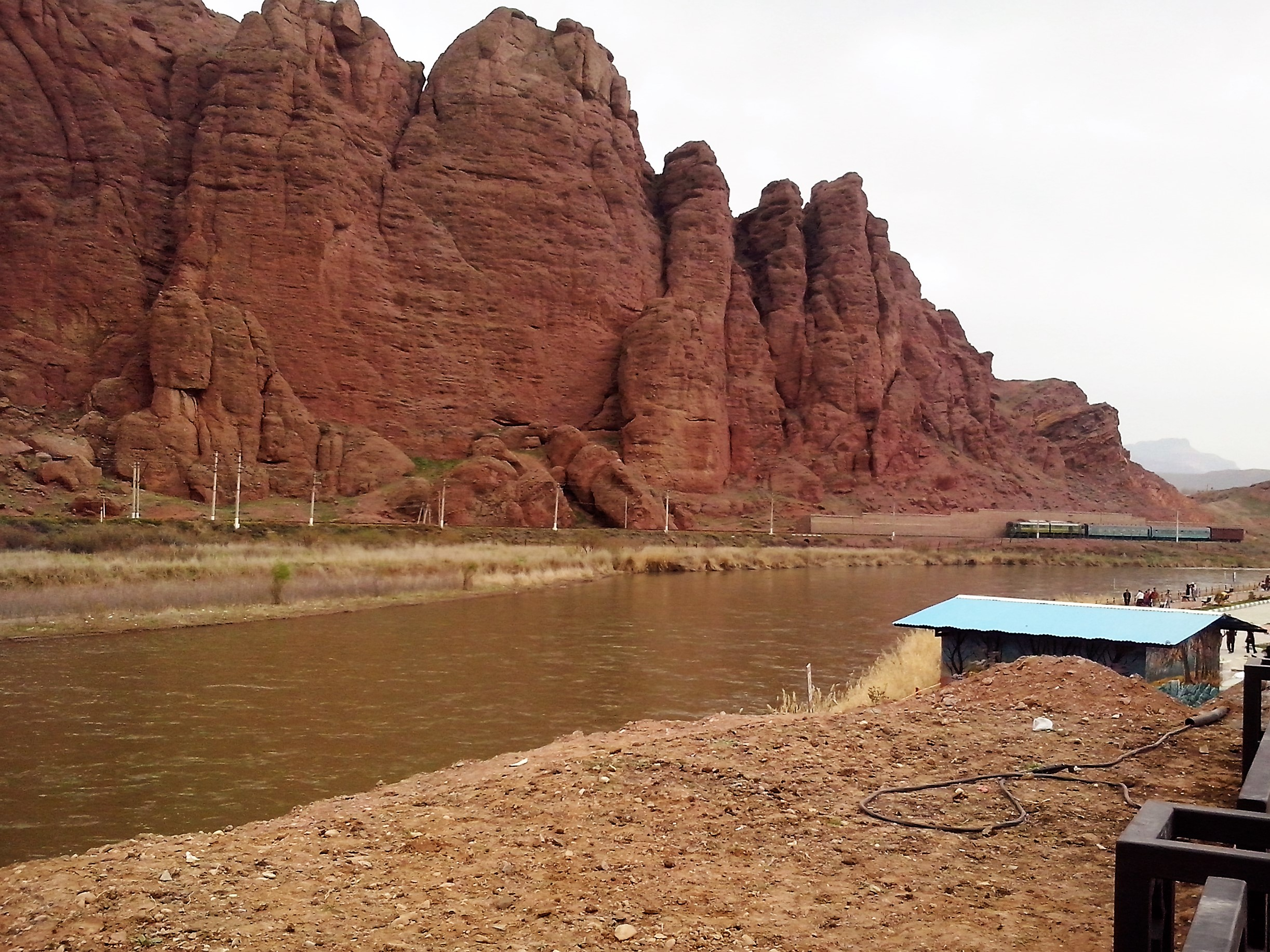

## Culture contemporaine
Le groupe de rock arméno-américain System of a Down mentionne la rivière dans le titre « Holy Mountains » de l'album Hypnotize.